# Konar (provins)
Konar-provinsen er en af Afghanistans 34 provinser. Den ligger i de skovklædte Hindu Kushbjerge i den østlige del af landet. Administrationscenteret er byen Asadabad.
Den grænser til Nurestan mod nordvest, Laghman mod vest og Nangarhar mod syd; Mod øst grænser Kunar til Pakistan.
Provinsens område ligger hovedsagelig i dalen til floden Kunar (eller Kunar Rud) der har sit udspring i det nordvestlige Pakistan i en gletsjer på sydsiden af Hind Kusch og løber, først under navnet Chitral mod syd til Afghanistan. På den afghanske side af grænsen hedder den Kunar og munder i nærheden af Jalalabad ud i Kabulfloden.
35°0′N 71°12′Ø / 35.000°N 71.200°Ø